# Annus Mirabilis Papers

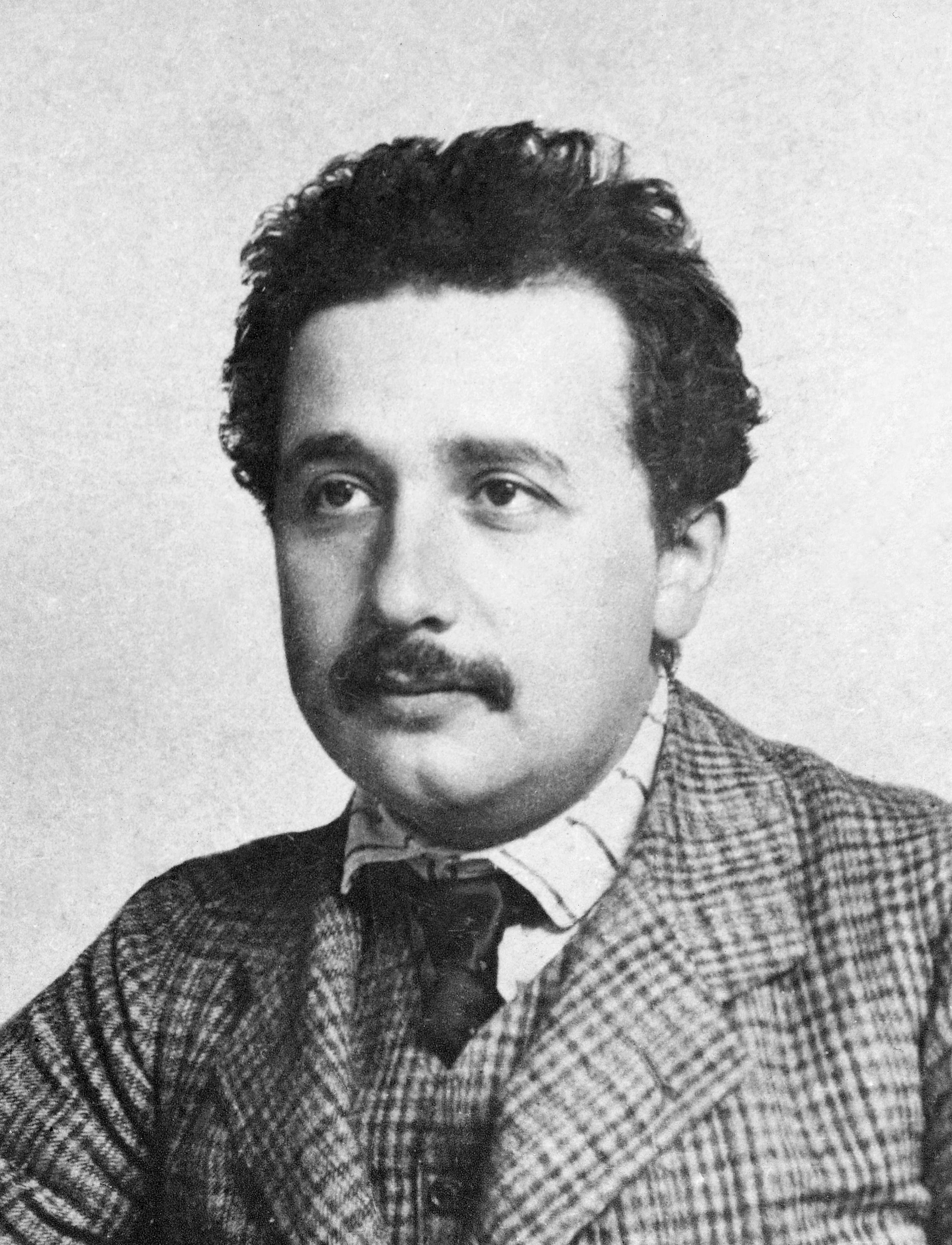
Albert Einstein tra il 1904 e il 1905

Gli Annus Mirabilis Papers (dal latino e dall'inglese: Articoli dell'anno meraviglioso) sono i quattro articoli pubblicati da Albert Einstein nel 1905 sulla rivista scientifica Annalen der Physik. Tali articoli affrontavano sotto una nuova ottica l'effetto fotoelettrico e il moto browniano, formulavano la relatività ristretta e stabilivano l'equivalenza massa-energia, rivoluzionando la fisica classica. La definizione di Annus Mirabilis venne data al 1905 proprio in seguito alla pubblicazione, a breve distanza l'uno dall'altro, di questi quattro brevi, ma rivoluzionari articoli fondativi della fisica moderna.
Gli articoli sono:
| Articolo originale | Titolo in italiano                                                                                           | Argomento             |
| --- | --- | --------------------- |
| (DE) Über einen die Erzeugung und Verwandlung des Lichtes betreffenden heuristischen Gesichtspunkt (PDF), in Annalen der Physik, 17, pp. 132-148.                                    | Un punto di vista euristico sulla produzione e la trasformazione della luce                                  | Effetto fotoelettrico |
| (DE) Über die von der molekularkinetischen Theorie der Wärme geforderte Bewegung von in ruhenden Flüssigkeiten suspendierten Teilchen (PDF), in Annalen der Physik, 17, pp. 549-560. | Il moto di piccole particelle sospese in liquidi in quiete, secondo la teoria cinetico-molecolare del calore | Moto browniano        |
| (DE) Zur Elektrodynamik bewegter Körper (PDF), in Annalen der Physik, 17, pp. 891-921.                                                                                               | Sull'elettrodinamica dei corpi in movimento                                                                  | Relatività ristretta  |
| (DE) Ist die Trägheit eines Körpers von seinem Energieinhalt abhängig? (PDF), in Annalen der Physik, 18, pp. 639-641.                                                                | L'inerzia di un corpo dipende dal contenuto di energia?                                                      | E=mc²                 |